# Сагайдак (Одесская область)
Сагайдак (укр. Сагайдак) — село, относится к Подольскому району Одесской области Украины.
Население по переписи 2001 года составляло 38 человек. Почтовый индекс — 67910. Телефонный код — 4861. Занимает площадь 0,35 км². Код КОАТУУ — 5123184202.

## Местный совет
67910, Одесская обл., Окнянский р-н, с. Топалы